# Gummibåd
En gummibåd er som navnet antyder en båd af gummi. De anvendes ofte af børn på strande eller lignende. Må ikke forveksles med RIB eller RHIB, der oftest anvendes professionelt af militære styrker eller redningsorganisationer - som navnet Rigid Hulled Inflatable Boat antyder er en rigid / stiv båd med oppusteligt øvre skrog. 

## Gummibåde historisk set
Der er for få eller ingen kildehenvisninger i dette afsnit, hvilket er et problem. Du kan hjælpe ved at angive troværdige kilder til de påstande, som fremføres.

De første gummibåde kom kort tid efter at man mellem 1900 og 1920 blev i stand til at udvinde gummi. De oprindelige gummibåde var små og "pølseformede", med store pontoner og kun lidt opholdsplads, idet gummien var svag og tung og der derfor var behov for store luftkamre. Bunden var ligeledes lavet af blød gummi og enhederne var generelt ikke særligt sejlbare.

Deres primære anvendelse var dog også som redningsflåder og det var i den rolle de vandt indpas. Efter Titanics forlis og de mange ubådstræf under første verdenskrig, erkendte man at der var behov for redningsmidler der i ikke-brugs-stand ikke fyldte særligt meget, men som kunne redde et større antal mennesker. Løsningen var gummiflåder, koblet på et stationært trykluftssystem med simple afspærrings- og reduktionsventiler. Det var især de daværende krigsskibe og ubåde, der var foregangsskibe idet de sjældent havde dæksplads til traditionelle redningsflåder. Men også civile skibe fandt fordel i de oppustelige redningsflåder, idet SOLAS-konventionen, der fulgte efter Titanics forlis, i 1914 dikterede at der skulle være redningskapacitet til alle passagerer om bord.
I 1937 ændrer franskmanden Pierre Debroutelle radikalt på udformningen af gummibåde. Hidtil har det været en "oppustelig pølse", klistet på en gummibund. Pierre lader gummiet være U-formet i bådens tværskibsretning og stabiliserer U-formen ved at lade bunden beklæde med træ-brædder. Dette gav en meget mere sejlbar form.
I forbindelse med anden verdenskrig producerede især det amerikanske militær store mængder gummibåde, i en form meget lig den Pierre opfandt. Disse gummibåde var produceret af Zodiac. Efter krigens ophør stod amerikanerne med et stort overskud af disse og derfor fik den civile verden nu adgang til de lette og relativt billige gummibåde. Da det primært var af mærket Zodiac, blev ordet Zodiac med tiden synonym med gummibåde.
I 1967 dukkede den første gummibåd op, der ligner dem vi kender i dag. Tony og Edward Lee-Elliott lavede en båd med en hydrodynamisk træbund og monterede pontonerne derpå; en RHIB (Rigid-hulled inflatable boat eller på dansk en stiv-skroget oppustelig båd). Med tiden er H'et faldet ud og man taler blot om RIB's. 
Dagens gummibåde har typisk glasfiberbunde og små riller, der er med til at stabilisere bådens fart ved høje hastigheder og vil mange gange have betegnelsen SRIB, Semi-Rigid-inflatable boat eller blot SR.
En moderne 20-fods gummibåd med en 100 hk påhængsmotor kan sejle op til 40 knob (ca. 75 km/t) gennem vandet.

## Anvendelse
I dag anvendes gummibåde af mange og til mange ting – bl.a.:
- Af forsvaret og politiet til personeltransport, boarding, taktisk ilandsætning m.m.
- Kystredningsbåde [2]
- Mand over bord-både
- SCUBA-dykkerbåde
- Hjælpebåde for store både
- Vandski-både
- Til ræs
- Til at fiske fra

## Gummibåde i kulturen
- Musik

- Birthe Kjær har lavet sangen Pas på den knaldrøde gummibåd
- Rammstein bruger en gummibåd, når et udvalgt medlem fra bandet crowd surfer.